# Pelagornis

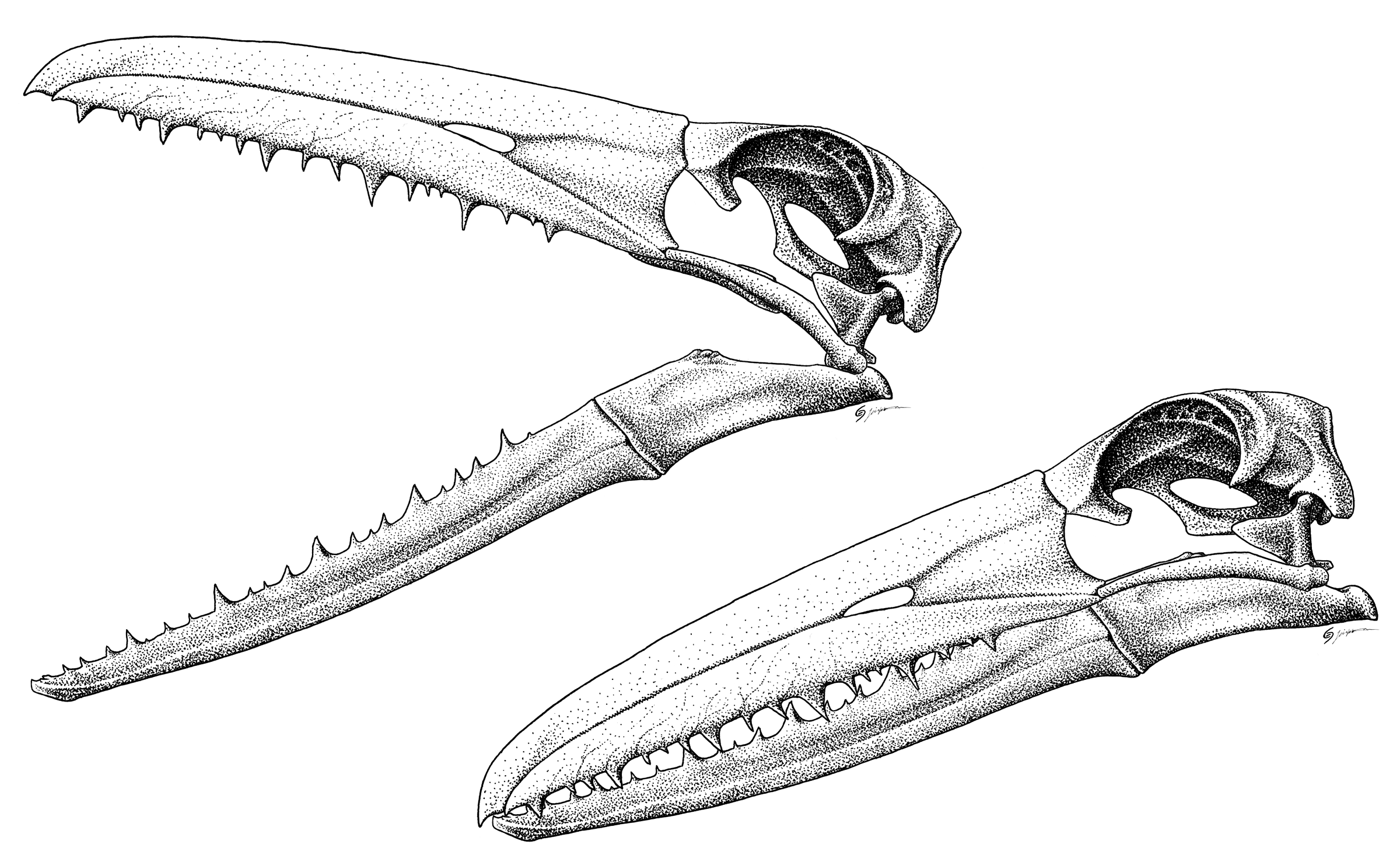
Craniu de Pelagornis sandersi

Pelagornis este o specie extinctă de păsări din familia Pelagornithidae, care a trăit în urmă cu 25–28 de milioane de ani. Având o anvergură a aripilor între 6,1–7,4 m și o greutate cuprinsă între 21 și 40 kg, Pelagornis este considerată cea mai mare pasăre zburătoare descoperită până în prezent.

## Descoperire
Scheletul unui exemplar de Pelagornis a fost descoperit în 1983 cu ocazia săpăturilor necesare pentru construirea unui nou terminal al Aeroportului Internațional Charleston din statul american Carolina de Sud. Descrierea speciei a fost publicată de Dr. Daniel Ksepka în revista Proceedings of the National Academy of Sciences of the United States of America din iulie 2014, „Flight performance of the largest volant bird”.

## Descriere
Dacă estimarea anvergurii deschiderii aripilor a fost estimată corect, această pasăre fosilă ar fi cea mai mare pasăre descoperită vreodată, cu o anvergură de circa două ori mai mare decât a albatrosului călător, cea mai mare pasăre în viață a momentului.  Precedentul record privind anvergura aripilor era deținut de Argentavis magnificens, o specie care a trăit în urmă cu aproximativ 6 milioane de ani în Argentina de astăzi și care avea o deschidere a aripilor cuprinsă între 5,5 și 7 m.
Estimările actuale plasează scheletul fosilei Pelagornis ca fiind de circa 25 de milioane de ani, plasare în timp care o situează în timpul perioadei ciatiene a oligocenului. Pasărea avusese picioare scurte, fiind probabil capabilă de a zbura doar prin plonjarea de pe marginile unor forme denivelate de relief.  Folosind un model computerizat, s-a estimat că ar fi putut atinge maximum 60 km/h în timpul zborului.